# 전초기지

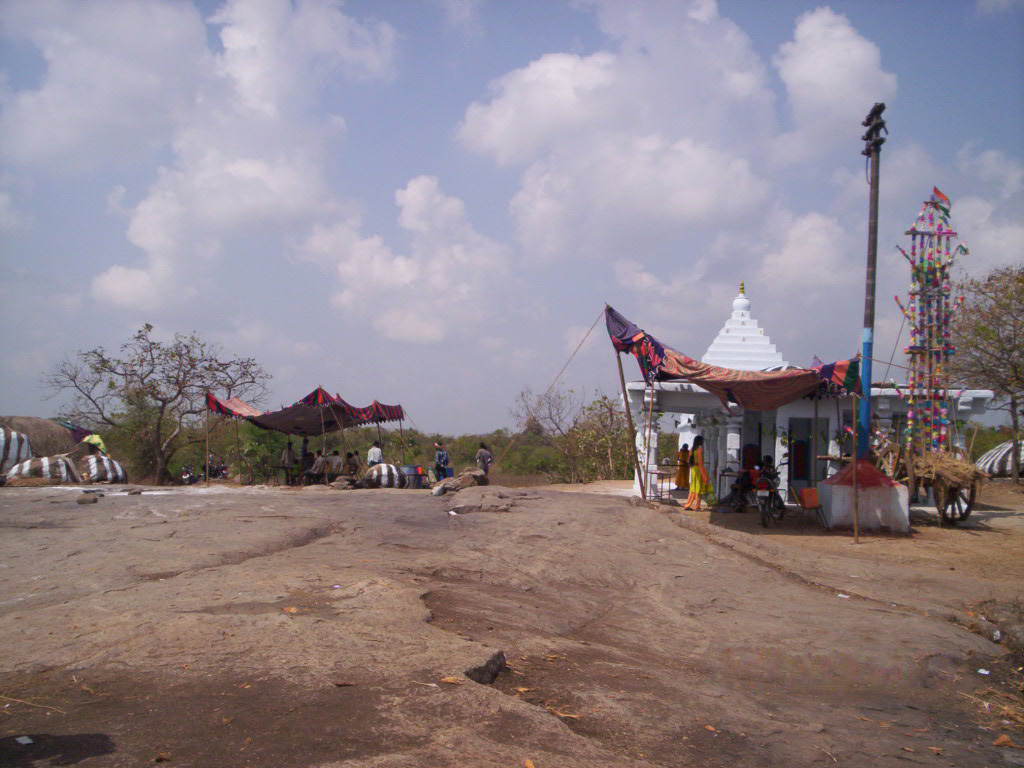
말라나스와미 사찰 주변의 경찰 전초기지

전초기지(前哨基地, outpost) 전방 초소에 해당하는 전투 기지를 의미한다.
군사 전초 기지는 일반적으로 원격 또는 인구 밀도가 낮은 위치에 있는 주둔지에서 주력 또는 진형에서 멀리 떨어진 곳에 주둔하는 부대를 분리하여 승인되지 않은 침입 및 기습 공격에 대비하기 위해 배치된다. 그러한 부대가 점유하고 있는 주둔지, 일반적으로 외부 국경, 한계, 정치적 경계 또는 다른 국가에 있는 소규모 군사 기지 또는 정착지이다. 전초기지는 주둔 병력의 규모와 수에 따라 미니어처 군사 기지(miniature military base)라고도 불릴 수 있다.

## 최근의 군사적 이용
최근에는 전투 전초 기지(combat outpost, COP)라고 불리는 군사 전초 기지는 이라크와 아프가니스탄에서 반군 교리의 초석 역할을 했다. 주로 인구 밀집 지역이나 근처에 위치한 이러한 영구 또는 반영구적 구조물을 통해 군대는 주요 통신 회선이나 기반 시설을 확보하고, 대중을 확보 및 포용하고, 필수 서비스를 복구하는 데 정부를 지원하고, 반군이 다른 곳에서 활동하도록 강제할 수 있었다. 국방 분석가와 군 장교들은 전투 전초기지를 반군 대응 노력을 수행하기 위한 수단으로 거의 만장일치로 긍정적인 표현을 사용했다.

## 같이 보기
- 관측 초소
- 군사 기지